# Paul Riekert
Paul Karl Riekert (* 4. Dezember 1902 in Stuttgart; † 11. April 1981 ebenda) war ein deutscher Ingenieur und Hochschullehrer.

## Leben
Paul Karl Riekert studierte Maschinenbau an der Technischen Hochschule (TH) Stuttgart und schloss sein Studium im Jahr 1925 mit dem Diplom ab. Er promovierte 1928 bei Richard Grammel, an dessen Lehrstuhl er zuvor bereits Assistent gewesen war. Wunibald Kamm holte ihn im Jahr 1930 an das Forschungsinstitut für Kraftfahrwesen und Fahrzeugmotoren Stuttgart (FKFS). Ab 1937 vertrat Riekert als Lehrbeauftragter Kamm bei dessen Vorlesungen. Im Jahr 1949 wurde er ordentlicher Professor für Kraftfahrwesen und Fahrzeugmotoren an der TH Stuttgart und Direktor des FKFS. 1971 wurde er emeritiert. Riekert entwickelte den Stuttgarter Reibungsmesser zur Bestimmung der Griffigkeit der Reifen-Fahrbahn-Kombination.
Paul Karl Riekert gehörte mit der Mitgliedsnummer 37978 dem Verein Deutscher Ingenieure (VDI) an und war im Württembergischen Ingenieurverein aktiv.

## Schriften (Auswahl)
- Der Massenausgleich von Reihenmotoren, insbesondere für die Glieder höherer Ordnung. Stuttgart 1928 (Dissertationsschrift).
- Versuche mit selbsttätigen Bremsen für Kraftfahrzeug-Anhänger. VDI-Verlag, Berlin 1934 (zusammen mit Wunibald Kamm).
- Untersuchungen am Kämper-Dieselmotor. Wirtschaftsgruppe Fahrzeugindustrie, Berlin 1937 (zusammen mit Hans Ernst).
- Zur Fahrmechanik des gummibereiften Kraftfahrzeugs. Wirtschaftsgruppe Fahrzeugindustrie, Berlin 1938 (zusammen mit Theo Ernst Schunck).